# مركز بحوث وسياسات الأمراض المعدية
مركز بحوث وسياسات الأمراض المعدية
مركز بحوث وسياسات الأمراض المعدية (CIDRAP) هو مركز داخل جامعة مينيسوتا يركز على معالجة التأهب للصحة العامة والاستجابة للأمراض المعدية الناشئة. تأسست في عام 2001 من قبل مايكل أوسترهولم، من أجل منع المرض والموت من الأمراض المعدية من خلال البحوث الوبائية والترجمة السريعة للمعلومات العلمية إلى تطبيقات وحلول عملية في العالم الحقيقي ".

## تاريخه:
أسس مايكل أوسترهولم مركز أبحاث وسياسات الأمراض المعدية (CIDRAP) في عام 2001. في عام 2019، دخلت CIDRAP في شراكة مع معهد سياتل لأبحاث الأطفال.

## الأنشطة الأولية:
نشر الأخبار ويكتب قسم نشر الأخبار في CIDRAP قصصاإخبارية ويحتفظ بمعلومات عن الأنفلونزا والإرهاب البيولوجي والمواضيع الساخنة الجديدة.
ويقدم الفريق الإخباري التابع للوكالة، من خلال موقع CIDRAP على شبكة الإنترنت، تحديثات إخبارية يومية عن الأمراض المعدية الناشئة، مثل الأنفلونزا الجائحة، والإرهاب البيولوجي، وسلامة الأغذية، وأنفلونزا الطيور، والمواضيع الناشئة. جنبا إلى جنب مع المقالات الإخبارية، يقدم الموقع لمحات عامة عن مختلف مواضيع الأمراض المعدية، فضلا عن قوائم من الأدبيات المختارة مؤخرا لكل موضوع. وتضم خدمة الأخبار اليومية التابعة للمركز 8000 مشترك في النشرة الإخبارية الحالية و 000 7 متابع على تويتر.

### برنامج الإشراف على مضادات الميكروبات (ASP):
إن مقاومة مضادات الميكروبات هي قضية صحية عمومية عالمية حاسمة، واستراتيجيات الإشراف على مضادات الميكروبات هي المفتاح للحد من المشكلة. يقدم مشروع رعاية مضادات الميكروبات التابع لـ CIDRAP معلومات حديثة ودقيقة وشاملة حول هذا الموضوع ويعمل على بناء مجتمع عبر الإنترنت لمعالجة القضايا الرائدة.

### "فريق لقاح الإيبولا "ب":
أطلقت مؤسسة ويلكوم ترست والوكالة مبادرة الفريق باء للقاح الإيبولا في تشرين الثاني/نوفمبر 2014 لمساعدة الجهود الدولية الرامية إلى تطوير لقاحات مأمونة وفعالة ضد مرض فيروس الإيبولا في وقت قياسي. ويشمل المشروع 25 من القادة المتميزين في مجالات الصحة العامة، والطب، وأخلاقيات البيولوجيا، وتصنيع الأدوية، والإغاثة الإنسانية. ويقدم الخبراء منظوراً جديداً (تحليل للفريق باء) للمسائل التي يعالجها المتعاونون الدوليون في مجالات التمويل والبحث والتطوير وفعالية اللقاح وتحديد فعاليته، وترخيص اللقاحات، والتصنيع، واستراتيجية التطعيم (التوزيع والإدارة). وحتى الآن، نشر الفريق باء استنتاجاته في التقارير التالية:
- «استكمال تطوير لقاحات الإيبولا: الوضع الحالي والتحديات المتبقية والتوصيات»
- " رسم مسار لقاحات الإيبولا: التحديات والأسئلة التي لم تتم الإجابة عليها
- توصيات للتعجيل بتطوير لقاحات الإيبولا: تقرير وتحليل

- «تطوير سريع للقاحات الإيبولا: المبادئ ومعايير المنتجات المستهدفة»

### منتدى القيادة CIDRAP:
تربط العضوية في منتدى قيادة CIDRAP صانعي القرار بالذكاء الذي يمكنهم الوثوق به عندما يكونون في أمس الحاجة إليها. وCLF هي خدمة عالية القيمة وعالية الاستجابة تقدمها CIDRAP التي تضمن الشركات والمنظمات الوصول السريع إلى المعلومات الاستخبارية الهامة حول التهديدات الناشئة للأمراض المعدية وقضايا الصحة العامة. يقول الأعضاء CLF يوفر البصيرة والتحليل التي لا يمكن العثور عليها بسهولة في مكان آخر.
يتواصل أعضاء CLF مع مايكل أوسترهولم، وهو سلطة دولية حول الأمراض المعدية الناشئة، والفريق الشامل من خبراء CIDRAP من خلال الاتصالات الخاصة، والمكالمات الجماعية، والحلقات العبرية، والأحداث الخاصة.

### برنامج بيووتش:
عملت CIDRAP كشريك في البرنامج الاتحادي (بيووتش) لرصد الهواء. هذا البرنامج هو المسؤول عن الرصد المستمر للعوامل المحتملة ذات الصلة بالإرهاب البيولوجي في المدن في جميع أنحاء الولايات المتحدة. وتقدم الوكالة، من خلال عقدها مع وزارة الأمن الداخلي، الدعم لوضع وثائق إرشادية وطنية في الهواء الطلق وداخل الأماكن المغلقة، وشبكة وطنية للاتصالات الوبائية، ومجموعة من الوثائق البرنامجية والمرجعية ذات الصلة

### مركز مينيسوتا للتميز في أبحاث ومراقبة الأنفلونزا:
مركز مينيسوتا للتميز في أبحاث الأنفلونزا ومراقبتها (MCEIRS)، الذي أنشأته المعاهد الوطنية للصحة (NIH) وCIDRAP في أبريل 2007، كان واحدا ً من ستة مراكز تدعمها المعاهد القومية للصحة في الولايات المتحدة. وتركزت أنشطة المركز، بما في ذلك البحوث والمراقبة محلياً وخارجياً، على الكشف عن فيروسات إنفلونزا الطيور (الذكاء الاصطناعي) التي يحتمل أن تكون وباء. وكان الهدف الرئيسي للمراكز هو تعزيز فهم كيفية تطور الفيروسات الذكاء الاصطناعي والتكيف معها وانتشارها بين الحيوانات والبشر. أغلق المركز في أبريل 2014.

### تدريب الأنفلونزا:
وضع مركز التميز لبحوث الأنفلونزا ومراقبتها بوابة تدريبية على الإنترنت توفر وحدات للتعلم الإلكتروني حول الموضوعات المتعلقة بإنفلونزا الطيور والأنفلونزا بشكل عام.

### مبادرة لقاح الأنفلونزا الشاملة في CIDRAP:
في كانون الأول/ديسمبر 2009، بدأت منحة مقدمة من مؤسسة ألفريد سلون مبادرة لقاح الأنفلونزا الشامل في CIDRAP. وكان الهدف الرئيسي للجنة المدنية الدولية في هايتي هو استعراض جميع جوانب التأهب للقاح الأنفلونزا H1N1 والاستجابة له للفترة 2009-2010، واستعراض الأساس العلمي والبرنامجي للجهود الحالية للقاح الأنفلونزا الموسمية. التقرير النهائي، الذي نُشر في 15 أكتوبر/تشرين الأول 2012، هو استعراض لأكثر من 12,000 منشور ووثيقة ونسخة ومذكرة استعرضها النظراء والتي يعود تاريخها إلى عام 1936، والمقابلات والمتابعة مع 88 خبيراً في البحث والتطوير والاستخدام في مجال لقاح الأنفلونزا.

### ممارسات الصحة العامة (PHP):
كانت ممارسات الصحة العامة (PHP) خلاصة منسقة من الأدوات والاستراتيجيات والتحميلات التي أنشأتها وكالات الصحة والشركاء في الولايات المتحدة للاستعداد للعواقب الصحية للكوارث وحالات الطوارئ والاستجابة لها. تم إنهاء المشروع في ديسمبر 2014.
لا يزال بإمكان الممارسين البحث في متجر شامل للموارد في العالم الحقيقي حسب المخاطر والاستراتيجية والشركاء والجغرافيا والمجموعات التي يتم خدمتها والوكالة والأداة واللغة والكلمة الرئيسية. تشجع PHP تبادل الممارسات بين الأقران من خلال قبول الطلبات إلى الموقع، وعرض أمثلة في الرسائل الإخبارية عبر البريد الإلكتروني المستندة إلى الموضوع، واستضافة قنوات التواصل الاجتماعي للممارسين.
ميزات ممارسات الصحة العامة:
- أكثر من 400 ممارسة تعالج مجموعة واسعة من المخاطر
- تحالفات وتفاصيل ناجحة حول ما جعلها ممكنة
- قصص عن كيفية إنشاء المشاريع
- مواد الاتصال في 40 لغة للتحميل أو التكيف
- أداة بحث تتيح للمستخدمين تطبيق الفلاتر على النتائج الضيقة حسب الحاجة
- عملية تقديم بسيطة لتشجيع الممارسين على مشاركة عملهم
- تبادل المعلومات من نظير إلى نظير عبر وسائل التواصل الاجتماعي